# Eremobates kraepelini
Eremobates kraepelini är en spindeldjursart som beskrevs av Muma 1970. Eremobates kraepelini ingår i släktet Eremobates och familjen Eremobatidae. Inga underarter finns listade i Catalogue of Life.